# Ghiyath Matar
Pour les articles homonymes, voir Matar.
Ghiyath Matar (ou Ghiath Matar, transcriptions de l'arabe غياث مطر) est un activiste pacifiste de la révolution syrienne originaire de Daraya, né le 8 octobre 1986. Il est connu pour organiser des manifestations pacifiques lors des débuts de la révolution syrienne au printemps 2011, ainsi que pour ses appels à offrir, eau, fleurs et bonbons aux soldats venus réprimer les manifestations. Enlevé par les services secrets syriens le 6 septembre 2011, il meurt sous la torture en quelques jours.

## Arrestation
Ghiyath Matar, qui travaille comme tailleur à Daraya avant le printemps révolutionnaire, rejoint les manifestations pacifiques au printemps 2011. Influencé par le théologien pacifiste Abdel Akram al-Saqqa, il met en œuvre ses principes et encourage les manifestants à offrir des fleurs et des bouteilles d'eau aux soldats amenés en bus pour les réprimer et tuer, ce qui lui vaut le  surnom de « petit Gandhi ».
Il est enlevé le 6 septembre 2011 par les services secrets de l'armée de l'air des forces de sécurité gouvernementales syriennes, en compagnie de son meilleur ami, Yahia Churbaji et du frère de celui-ci, Ma’an Churbaji.
Yahia Churbaji avait eu l'idée d'offrir des fleurs aux soldats en signe de pacifisme et de paix. Les deux amis sont connus pour distribuer bouteilles d'eau, messages de paix et fleurs à ceux qu'ils appellent leurs frères, alors que les citoyens les voient comme des monstres : les soldats et membres des chabihas venus réprimer et arrêter les manifestants. La famille de Yahia, restée sans nouvelle pendant près de 7 ans, apprend le 23 juillet 2018 qu'il était mort en détention le15 janvier 2013.

## Décès
Quatre jours après son arrestation, le 10 septembre, la dépouille de Ghiyath Matar est restituée à ses parents et à sa femme, enceinte. Elle est couverte d'ecchymoses, avec des cicatrices et des plaies résultant de tortures sévères, émasculée,,,. À la mort de Ghiyath, sa femme attend leur premier enfant, qui portera le prénom de son père. Près d'une dizaine d'ambassadeurs assistent à ses funérailles, dont l'ambassadeur des États-Unis, du Japon, de l'Allemagne, de la France et du Danemark. Lors des funérailles, après le départ des ambassadeurs, du gaz lacrymogène est envoyé par l'armée syrienne, selon les militants présents sur place. Un jeune de 17 ans est tué lors des obsèques.

## Réactions
Catherine Ashton, haute représentante de l’Union Européenne pour les affaires étrangères, déclare : « L'UE condamne avec la plus grande fermeté l'assassinat du militant des droits de l'homme Ghiyath Matar arrêté par les forces de sécurité syriennes. Il a été tué pour sa détermination à tenir pacifiquement la répression brutale perpétrée par le régime syrien. », et ajoute que c'est « encore un signe de la brutalité avec laquelle le régime répond aux aspirations du peuple syrien » . L'UE profite de cette occasion pour appeler à la libération des manifestants emprisonnés, et publie quelques noms, dans une tentative de protection de ces derniers : Yahya Shurbaji, Amer Matar, Najati Tayara, Shadi Abu Fakher et Omar al-Assad.
Alain Juppé, alors ministre des affaires étrangères et européennes, déclare le 24 février 2012 « Je pense à Ghiath Matar, ce jeune militant pacifiste mort sous la torture à l'âge de 26 ans. Il incarne ce combat pour des valeurs universelles qui est aussi le nôtre. C'est au nom de ces valeurs que nos ambassadeurs en Syrie lui ont rendu hommage ».
Selon l'ancien diplomate Wladimir Glassman, qui qualifie la mort de Ghiyath Matar d'assassinat, celui-ci « a été liquidé, de la plus abominable des manières, parce qu’il exhortait les manifestants, dans sa ville de Daraya et ailleurs, à ne pas se départir du pacifisme, atout majeur de la révolution. Il alliait fermeté et refus de la violence ». Selon lui, Bachar el-Assad ne veut surtout pas de manifestants pacifiques, car son discours de propagande est de dire que ses opposants qui sont terroristes, et « la présence aux funérailles du martyr Ghiyath Matar d’une petite dizaine d’ambassadeurs d’États démocratiques (...) constitue la réponse cinglante de la communauté internationale à ses propos mensongers ».

## Hommages
Ghiyath Matar est devenu un martyr, symbole de la résistance pacifique de la révolution syrienne. Sa défense du pacifisme qui lui a valu le surnom de « petit Gandhi ».
Le documentaire Little Gandhi sur Ghiyath Matar réalisé par le cinéaste Sam Kadi est récompensé au Festival du film européen indépendant en avril 2016 par le prix Ahmed Khedr pour l'excellence du cinéma arabe.
Un groupe de militants syriens créé une école dans la ville turque d'Urfa, et lui donnent le nom de Ghiath Matar, car « l'esprit de Ghiath Matar est une école dont les graines devraient être semées dans les générations futures de Syrie ».